# Santiago Quirós
Santiago Alexander Quirós (Avellaneda, 4 marzo 2003) è un calciatore argentino, difensore del Racing Club.

## Caratteristiche tecniche
Gioca come difensore centrale.

## Carriera
Quirós è cresciuto nel settore giovanile del Boca Juniors, che ha lasciato nel 2023 per unirsi al Racing Club. Ha debuttato in prima squadra il 23 febbraio 2023 nell'incontro di Copa Argentina vinto 3-1 contro il San Martín (F)

## Statistiche

### Presenze e reti nei club
Statistiche aggiornate al 23 marzo 2025.
| Stagione        | Squadra         | Campionato      | Campionato | Campionato | Coppe nazionali | Coppe nazionali | Coppe nazionali | Coppe continentali | Coppe continentali | Coppe continentali | Altre coppe | Altre coppe | Altre coppe | Totale | Totale | Totale |
| Stagione        | Squadra         | Comp            | Pres       | Reti       | Comp            | Pres            | Reti            | Comp               | Pres               | Reti               | Comp        | Pres        | Reti        | Pres   | Reti   |        |
| --------------- | --------------- | --------------- | ---------- | ---------- | --------------- | --------------- | --------------- | ------------------ | ------------------ | ------------------ | ----------- | ----------- | ----------- | ------ | ------ | ------ |
| 2023            | Racing Club     | PD              | 10         | 0          | CA+CdL          | 2+2             | 0               | CL                 | 2                  | 0                  | -           | -           | -           | 16     | 0      |        |
| 2024            | Racing Club     | PD              | 16         | 1          | CA+CdL          | 0+2             | 0               | CL                 | 5                  | 0                  | -           | -           | -           | 23     | 1      |        |
| 2025            | Racing Club     | PD              | 9          | 0          | CA              | 1               | 0               | CL                 | 0                  | 0                  | RS          | 2           | 0           | 12     | 0      |        |
| Totale carriera | Totale carriera | Totale carriera | 35         | 1          |                 | 7               | 0               |                    | 7                  | 0                  |             | 2           | 0           | 51     | 1      |        |

## Palmarès

### Club

#### Competizioni internazionali
- Coppa Sudamericana: 1

Racing Club: 2024
- Recopa Sudamericana: 1

Racing Club: 2025